# Giulio Piccini
Giulio Piccini, in arte Jarro (Volterra, 28 ottobre 1849 – Firenze, 14 febbraio 1915), è stato uno scrittore e giornalista italiano.

## Biografia
Fu autore prolifico, erudito e popolare in un sol tempo, e certo tra i suoi contemporanei lasciò un segno non indifferente. Romanziere popolare e non, studioso di letteratura e storico, giornalista, critico teatrale attento, umorista “giallista”, esperto dell'arte culinaria, intimo di Gabriele D'Annunzio durante la permanenza del Vate a Firenze. I suoi libri si ritrovano, con una certa facilità, nelle collezioni private e nelle biblioteche poiché godeva di stima tanto fra i “colti” quanto tra i lettori più semplici. E basterebbe la pubblicazione, a sua cura, degli scritti di Dante Alighieri, di Andrea Cavalcanti, di Pietro Giordani, di Guido Vernani e di Jacopo Alighieri, di cui la sua bibliografia è ricca, per intuire che Jarro era anche un autentico erudito.
Conobbe un discreto successo a partire dagli anni ottanta del XIX secolo “quando la fiorentina La Nazione accoglieva nelle sue colonne, settimana per settimana, i motti i frizzi le note le piacevolezze gli articoli in cui, tra il faceto e il serio, il brio e la cultura di Jarro facevano, da ottimi alleati, le prove più saporite, spasso e interesse del pubblico fine Ottocento, certo meno scaltro ed esigente di quello d'oggi, in fatto di salse piccanti e di pimentati intingoli, ma provvisto di non minor gusto e di non meno sagace intelligenza”.
Pubblicò volumi leggeri e intriganti sul teatro, a carattere critico, umoristico e aneddotico, parlando di cantanti, attori e attrici, acrobati, concertisti, musicisti, mimi e ballerine, tra questi Lina Cavalieri, Cléo de Mérode, Liane de Pougy, Ermete Novelli, Sada Yacco, Nicola Maldacea e molti altri celebri personaggi dell'epoca. In tale contesto di Gabriele D'Annunzio scrisse che aveva aggiunto gloria all'Italia e che la sua fama internazionale aveva invogliato tutto il mondo a conoscere molti altri scrittori italiani. «E così fu recato nuovo onore all'ingegno italiano. Non è a negarsi ch'egli sia stato la prima causa di questo eccesso. Gabriele D'Annunzio ha aggiunto gloria al nostro paese. Il delitto non è piccolo, ma vorremmo , almeno, fosse giudicato benignamente. Vorremmo si estendesse al D'Annunzio quella indulgenza che oggi è chiesta così spesso per i più grandi delinquenti».
Scrisse biografie di uomini politici, romanzi popolari e un volume che, già nel 1910, apriva le porte alla nuova arte del cinema.
È sepolto a Firenze, nel cimitero di Soffiano.

## Il ciclo del Commissario Lucertolo
- L'assassinio nel Vicolo della luna (Treves, 1883)[4]
- Il processo Bartelloni (Treves, 1883)[5]
- I ladri di cadaveri (Treves, 1884)
- La figlia dell'aria (Treves, 1884)

## Scritti letterario-gastronomici
- Almanacco gastronomico. Ricette, meditazioni, facezie e storielle culinarie, ecc. Anno I (1912)
- Almanacco gastronomico. Ricette, meditazioni, facezie e storielle culinarie, ecc. Anno II (1913)
- Almanacco gastronomico. Ricette, meditazioni, facezie e storielle culinarie, ecc. Anno III (1914)
- Almanacco gastronomico. Ricette, meditazioni, facezie e storielle culinarie, ecc. Anno IV (1915)

## Romanzi, novelle e racconti
- Pace e luce (1874)
- Romanzo al lume di luna (1876)
- Firenze sotterranea. Appunti, ricordi, descrizioni, bozzetti (1881)
- Apparenze (1885)
- La polizia del diavolo (1886)
- L'istrione (1887)
- La duchessa di Nala (1888)
- La vita capricciosa (1888)
- La principessa (1894)[6]
- Amore d'artista (1901)
- Mime e ballerine (amore d'artista) (1910)
- Le novelle del cinematografo (1910)
- La moglie del magistrato (1915)

## Saggi, scritti umoristici e teatrali
- Ricordi biografici (1881)
- Firenze sotterranea (1881) fu una denuncia delle misere condizioni della zona del Mercato Vecchio di Firenze. Dallo scalpore che ne seguì vennero i provvedimenti di demolizione attuati dal 1885 al 1895.
- Prefazione, Almanacco della vendetta (1886)
- Fantasie e capricci (1887)
- Attori, cantanti, acrobati. Memorie umoristiche (1887)
- L'Otello di Shakespeare. Studio critico (1888)
- Vita di Ubaldino Peruzzi. Scritta da Jarro (Giulio Piccini) (1891)
- Memorie di un impresario fiorentino (1892)
- Sul palcoscenico e in platea. Ricordo critici e umoristici (1893)
- Le allegre giornate e i nuovi ghirbizzi di miss Prunella. Libro umoristico (1894)
- La questione semitica nel "Mercante di Venezia". La interpretazione del carattere di "Shylock". Osservazioni critiche di Jarro (1895)
- Vittorio Alfieri a Firenze. Racconto storico di Jarro, su documenti inediti (1896)
- Sul palcoscenico e in platea. Ricordo critici e umoristici, seconda edizione riveduta e ampliata (1897)
- Attori, cantanti, concertisti, acrobati. Ritratti, macchiette, aneddoti, memorie umoristiche. Seconda edizione aumentata e interamente rifusa (1897)
- L'origine della maschera di Stenterello. Luigi Del Buono, 1751-1832. Studio aneddotico su documenti inediti (1898)
- Firenze umoristica. Macchiette e fantasie (1898)
- Pagine allegre (1899)
- Il naso di Ermete Novelli (1900)
- Gioacchino Rossini e la sua famiglia (1902)
- Viaggio umoristico nei teatri (1903)
- Intervista con un ladro. Commedia-monologo (1906)
- Vita aneddotica di Tommaso Salvini (1908)
- Memorie di una prima attrice. Laura Bon (1909)
- Emma Ivon. Studio critico
- Storia aneddotica dei teatri fiorentini. Il teatro della Pergola da documenti inediti (1912)
- Le avventure di un viaggiatore fiorentino (1912)
- Alessandro Scarlatti. Studio aneddotico su documenti originali (1914)

## Traduzioni
- Emilio Castelar, Storia di un cuore (1889)

## Testi e saggi critici su Jarro
- Niccolò Nobili, La carità in Firenze. Risposta alla Firenze sotterranea di Jarro (1885)
- Jarro per il futurismo (1910)
- Renato Simoni, Gli assenti (1920)
- Yambo, Jarro (Giulio Piccini), "Almanacco dei Visani" (1939)
- Guglielmo Lo Curzio, Ottocento minore. Incontri e pretesti (1950)
- Giovanni Gelati Jarro un umanista in cucina (1974)
- Jarro, una mente arguta, in JARRO, Firenze Sotterranea. Appunti. Ricordi. Descrizioni. Bozzetti (1998)
- Marco Villoresi, La letteratura poliziesca e del mistero ambientata a Firenze. Contributo per un itinerario di ricerca (2001)